# Дальстрём, Робин
Робин Дальстрём (норв. Robin Dahlstrøm; 29 января 1988, Осло, Норвегия) — норвежский хоккеист, крайний нападающий датского клуба «Хернинг Блю Фокс» и сборной Норвегии. Участник зимних Олимпийских игр 2014 года.

## Карьера

### Клубная карьера
Свою карьеру хоккеиста Дальстрём начал в элитном норвежском дивизионе в клубе «Фриск Аскер», с которым в 2008 году стал серебряным призёром национального чемпионата. В 2010 году Робин перешёл в клуб «Спарта Уорриорз». В первом же сезоне Дальстрём вместе с клубом стал чемпионом Норвегии. По окончании сезона 2010/2011 Дальстрём отправился в Швецию, где в течение 4 сезонов играл за различные клубы, как в SHL, так и в Аллсвенскан. Летом 2015 года Дальстрём принял решение вернуться в Норвегию, где стал выступать за хоккейный клуб «Лёренскуг».

### Международная карьера
В составе молодёжной сборной Норвегии Дальстрём принял участие в двух молодёжных чемпионатах мира в группе B. Свои выступления за основную сборную Робин начал в 2013 году. За сборную Дальстрём сыграл на 3-х чемпионатах мира элитной группы. В 2014 году Дальстрём принял участие в зимних Олимпийских играх, где сыграл в четырёх матчах, не набрав в них ни одного очка, при показатели полезности −1.

## Статистика
| Легенда | Легенда                    | Легенда | Легенда                   | Легенда | Легенда    |
| ------- | -------------------------- | ------- | ------------------------- | ------- | ---------- |
| И       | Количество проведённых игр | Штр     | Штрафное время            | +/−     | Плюс-минус |
| Г       | Голы                       | П       | Голевые передачи          | О       | Очки       |
| -       | Статистика неизвестна      | —       | Статистика не учитывалась |         |            |

### Клубная карьера
Статистика на 11 ноября 2015 года
- a В «Плей-офф» учитывается статистика игрока в Квалификационном турнире Элитной серии.
- b В «Плей-офф» учитывается статистика игрока в Квалификационном турнире SHL.
- c В «Плей-офф» учитывается статистика игрока в Квалификационном турнире Аллсвенскан.

## Достижения

### Командные
Фриск Аскер
- Серебряный призёр чемпионата Норвегии (1): 2007/08

 Спарта Уорриорз
- Чемпион Норвегии (1): 2010/11

 Норвегия (юн.)
- Победитель первого дивизиона юношеского чемпионата мира (1): 2005

 Норвегия (мол.)
- Бронзовый призёр первого дивизиона молодёжного чемпионата мира (1): 2008

## Личная жизнь
- Является сводным братом другого норвежского хоккеиста Матса Цуккарелло.